# BE-3
Blue Engine 3 eller BE-3 är en raketmotor utvecklad av Blue Origin. Den kan producera 490 kilonewtons dragkraft vid havsnivå. Den utvecklades för företagets New Shepard-raket och flög första gången den 29 april 2015.

## BE-3U
En variant av motorn, kallad BE-3U, kommer användas av New Glenn-raketens tredje steg.